# José Fernández Enciso
José Fernández Enciso (nascut el 1808 a Torvizcón, província de Granada, Espanya) va ser advocat i polític.

## Ressenya biogràfica
Llicenciat en Dret per la Universitat Literària de Granada.
Va ser advocat. Va treballar en el Cos d'Administració civil.
En 1830 va ser Jutge de Primera Instància de Colmenar (Màlaga), i Albuñol (Granada) i, posteriorment, advocat dels Tribunals Nacionals.
En 1843 va ser Cap Polític de Soria, i poc més tard cap polític de Barcelona. En 1846 va ser nomenat cap polític de Valladolid, posteriorment de la província de Còrdova i el 4 de març de 1847 va ser nomenat cap polític de la província de Saragossa. Va prendre possessió del càrrec el 22 de maig de 1847.
Del 22 de maig de 1847 al 14 de juliol de 1848 també va ser president de la Diputació Provincial de Saragossa.
El 15 de juliol de 1848 va ser nomenat cap superior de Policia de la província de Madrid, càrrec recentment creat.
En 1849 va ser nomenat governador de la província de La Corunya. En 1850 va ser nomenat Governador de la província de Màlaga i, uns mesos més tard, de la província de Granada.
Amb el cessament del Govern de Narváez al gener de 1851 passa al Consell Real, però és destituït al mes següent pel Govern de Bravo Murillo. L'abril del 1851 el Consell Real va denegar al Tribunal Suprem el suplicatori per a processar-li per una detenció arbitrària quan era cap superior de policia de Madrid. Va ser candidat a diputat pels moderats en les eleccions de maig de 1851 pel districte de Ugíjar, Granada, sense sortir triat, després de la qual cosa es va retirar de la vida pública i es va dedicar al cultiu d'oliveres a Màlaga.
En 1848 va rebre la Gran Creu de l'Orde d'Isabel la Catòlica.